# A Star Is Born (película de 1954)
A Star is Born (en Hispanoamérica, Nace una estrella; en España, Ha nacido una estrella) es una película estadounidense de 1954 de los géneros drama y musical dirigida por George Cukor y protagonizada por Judy Garland y James Mason. Es un remake de la película homónima de 1937 dirigida por William A. Wellman y protagonizado por Janet Gaynor y Fredric March, la cual está inspirada en el filme Hollywood al desnudo, dirigida por el propio George Cukor.
Es la segunda adaptación de la historia, en 1976 se haría una tercera versión, dirigida por Frank Pierson y protagonizada por Barbra Streisand y Kris Kristofferson, y posteriormente en 2018 se realizaría una cuarta versión de la cinta protagonizada por la cantante Lady Gaga y el actor Bradley Cooper.
El año 2000, la Biblioteca del Congreso de Estados Unidos la escogió junto a otras cintas para formar parte del National Film Registry, un archivo cinematográfico que se dedica a conservar películas «cultural, histórica o estéticamente significativas». En el 2006, el American Film Institute la puso en el 7.º puesto de su lista de los mejores musicales del cine estadounidense.

## Argumento
Un famoso actor en decadencia por su adicción al alcohol convierte a la camarera con la que está iniciando una relación en una nueva estrella de la canción, dado que tiene mucho talento. Él se encarga de introducirla en el mundo de los musicales cinematográficos. Ambos se casan y, conforme ella asciende en su carrera y se convierte en una auténtica estrella, él, poco a poco, se va autodestruyendo más y más.

## Reparto
- Judy Garland - Esther Maine / Esther Blodgett / Vicki Lester
- James Mason - Norman Maine (Ernest Gubbins)
- Jack Carson - Matt Libby
- Charles Bickford - Oliver Niles
- Tommy Noonan - Danny McGuire
- Amanda Blake - Susan Etting, locutor de radio principal

Sin acreditar
- Nancy Kulp - vecino de Esther
- Strother Martin - repartidor

## Premios

### Globos de oro[4]
| Categoría    | Persona      | Resultado |
| ------------ | ------------ | --------- |
| Mejor actor  | James Mason  | Ganador   |
| Mejor actriz | Judy Garland | Ganadora  |

### Oscar 1954[5]
| Categoría                         | Persona                                                    | Resultado  |
| --------------------------------- | ---------------------------------------------------------- | ---------- |
| Mejor actor                       | James Mason                                                | Candidato  |
| Mejor actriz                      | Judy Garland                                               | Candidato  |
| Mejor dirección artística (color) | Malcolm Bert Gene Allen Irene Sharaff George James Hopkins | Candidatos |
| Mejor adaptación musical          | Ray Heindorf                                               | Candidato  |
| Oscar a la mejor canción          | Harold Arlen Ira Gershwin                                  | Candidatos |
| Mejor diseño de vestuario         | Jean Louis Mary Ann Nyberg Irene Sharaff                   | Candidatos |

### Otros premios
| Premios       | Año  | Categoría               | Persona      | Resultado |
| ------------- | ---- | ----------------------- | ------------ | --------- |
| Premios BAFTA | 1956 | BAFTA a la mejor actriz | Judy Garland | Candidata |
| Premios WGA   | 1955 | Mejor guion             | Mos Hart     | Candidato |